# Capitellum mariagalantae
Capitellum mariagalantae (марі-галанська мабуя) — вид сцинкоподібних ящірок родини сцинкових (Scincidae). Ендемік Гваделупи.

## Поширення і екологія
Марі-галанські мабуї відомі за типовим зразком, зібраним на острові Марі-Галан у 1830-х роках.

## Збереження
МСОП класифікує цей вид як такий, що перебуває на межі зникнення, хоча, можливо, цей вид вже вимер внаслідок хижацтва з боку інвазивних мангустів і щурів.